# TV Allstars
TV Allstars var ett välgörenhetsprojekt med flera tyska artister. De spelade in ett album med julsånger som släpptes vid jul 2003. En del av intäkterna gick till SOS Barnbyar.
För projektet samlades unga artister som slagit igenom i talangtävlingar i Tyskland (Popstars, Tysklands Idol och Star Search).
I TV Allstars deltog: No Angels, Bro’Sis, Preluders, Overground, Martin Kesici, Thomas Wohlfahrt, Michael Wurst, Nektarios Bamiatzis, Fabrizio Levita, Stefanie Krämer, Daniel Siegert, Lil’O och Senta-Sofia Delliponti.

## Låtlista
| Nr  | Titel                        | Performer(s) | Längd |
| --- | ---------------------------- | ------------ | ----- |
| 1.  | Do They Know It's Christmas? |              | 3:27  |
| 2.  | Reason                       |              | 3:36  |
| 3.  | White Christmas              |              | 3:33  |
| 4.  | Merry X-Mas Everybody        |              | 3:12  |
| 5.  | Last Christmas               |              | 4:22  |
| 6.  | Driving Home for Christmas   |              | 3:47  |
| 7.  | Amazing Grace                |              | 3:20  |
| 8.  | Little Drummer Boy           |              | 3:08  |
| 9.  | Winter Wonderland            |              | 3:12  |
| 10. | Thank God It's Christmas     |              | 4:38  |
| 11. | Hijo de La Luna              |              | 4:11  |
| 12. | The Power of Love            |              | 5:21  |
| 13. | O Tannenbaum                 |              | 2:51  |
| 14. | Wonderful Christmas Time     |              | 3:34  |
| 15. | Christmas Rappin'            |              | 4:20  |
| 16. | Silent Night                 |              | 3:15  |

## List placering[1]

### Album
| Land      | Listat namn              | Högsta placering | Antal veckor på listan |
| --------- | ------------------------ | ---------------- | ---------------------- |
| Tyskland  | GfK Entertainment Charts | 4                | 4                      |
| Österrike | Ö3 Austria Top 40        | 26               | 3                      |
| Schweiz   | Schweizer Hitparade      | 52               | 3                      |

### Singel:"Do They Know It's Christmas?"
| Land      | Listat namn              | Högsta placering | Antal veckor på listan |
| --------- | ------------------------ | ---------------- | ---------------------- |
| Tyskland  | GfK Entertainment Charts | 3                | 7                      |
| Österrike | Ö3 Austria Top 40        | 28               | 5                      |
| Schweiz   | Schweizer Hitparade      | 32               | 5                      |